# Nanos pseudonitens
Nanos pseudonitens là một loài bọ cánh cứng trong họ Bọ hung (Scarabaeidae).